# Cintra

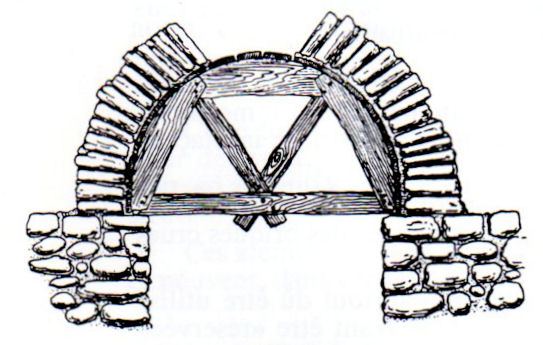
Cintra de fusta

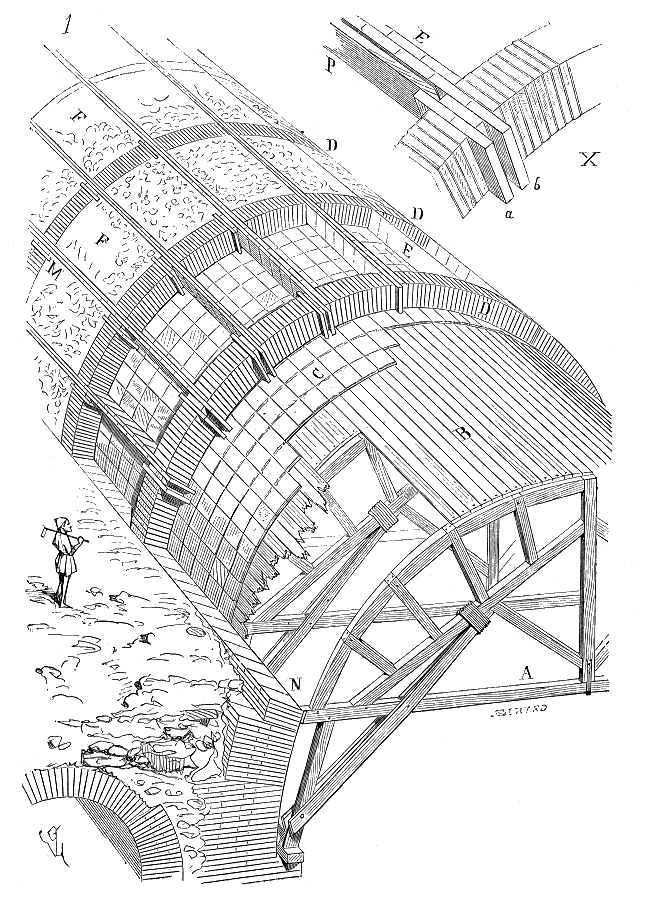
Procés de cintrar en la construcció d'una volta romana.

La cintra o cindri és una estructura auxiliar que serveix per a sostenir provisionalment el pes d'un arc o volta, així com d'altres obres de pedra, durant la fase de construcció. Sol ser una armadura de fusta. Aquesta estructura, un cop muntades les dovelles i la clau es desmunta, en una operació anomenada: descintrat.

## Característiques
Durant el procés de construir arcs o cúpules s'utilitzen per a subjectar les dovelles fins al moment d'acabar-ho, quan es posa la clau. També s'anomena cintra la curvatura interior (o intradós) d'un arc o d'una volta. En la construcció i disseny d'arcs se sol evitar-ne l'ús degut perquè encareix el cost de la construcció. Generalment és encarregada a fusters especialitzats. Les cintres poden ser fixes o corredisses, i poden estar suportades en una bastida.

## Tipus de cintra
- Cintra corredissa.
- Cintra per a les mines.
- Cintra fixa.
- Cintra mixta.
- Cintra peraltada.
- Cintra rebaixada.
- Cintra flexible o recollida.[4]